# Maicon Pereira de Oliveira
Maicon Pereira de Oliveira (Rio de Janeiro, 1988. május 8. – Doneck, Ukrajna, 2014. február 8.) brazil labdarúgó, csatár. 2011–12-ben az ukrán labdarúgó-bajnokság gólkirálya.

## Pályafutása
2004-ben a Fluminense korosztályos csapatában kezdte a labdarúgást. 2007 és 2008 között a Flamengo utánpótlás játékosa volt. 2009-ben az Atlético Mogi csapatában mutatkozott be a felnőttek között. 2009 és 2012 között az ukrán FK Voliny Luck együttesében szerepelt. Legnagyobb sikerét is itt érte, a 2011–12-es idényben az ukrán labdarúgó-bajnokság gólkirálya lett holtversenyben. 2011-ben egy rövid ideig kölcsönben szerepelt a román Steaua București csapatában. 2012-től 2014-es haláláig a Sahtar Doneck játékosa volt, de 2012-ben a Zorja Luhanszk, 2013–14-ben az Illicsivec Mariupol együtteseiben szerepelt kölcsönben.
2014. február 8-án közlekedési baleset áldozata lett.

## Sikerei, díjai
Steaua București
- Román kupa
  - győztes: 2011

 FK Voliny Luck
- Ukrán bajnokság (Premjer-Liha)
  - gólkirály: 2011–12 (14 gól, Jevhen Szeleznyovval)

 FK Sahtar Doneck
- Ukrán bajnokság (Premjer-Liha)
  - bajnok: 2012–13
- Ukrán kupa
  - győztes: 2013
- Ukrán szuperkupa
  - győztes: 2013